# Arsenal'na
Arsenal'na (in ucraino Арсенальна?, ) è una stazione della metropolitana di Kiev, situata sulla linea Svjatošyns'ko-Brovars'ka.

## Storia
La stazione fu inaugurata insieme alla prima tratta della metropolitana, ed è attualmente la stazione più profonda al mondo (105,5 metri). Ciò è dovuto alla geografia di Kiev, dove la riva destra del fiume Dnepr si innalza al di sopra del resto della città. Il design della stazione è unico, in quanto manca di un atrio centrale, il che la rende simile alle stazioni della metropolitana di Londra.
Nonostante Arsenal'na (architetti H. Hranatkin, S. Krušyns'kyj e N. Ščukina) appaia come una stazione a tre arcate sostenute da pilastri, i pilastri sono puramente decorativi. Le mura sono in marmo rosa con griglie bronzee (che mostrano opere metalliche dai temi sovietici). La stazione presenta una piccola anticamera direttamente collegata al tunnel delle scale mobili; la corsa sulle scale mobili è una delle più lunghe al mondo, in quanto richiede almeno cinque minuti.
L'aspetto della stazione ha delle motivazioni, in quanto i pilastri cosmetici furono inizialmente progettati come pilastri reali. Il principale problema è la conformazione del suolo e la posizione della stazione: l'idroisolamento obbligò i costruttori a preservare il progetto. Problemi simili furono riscontrati nella prima tratta della metropolitana di Mosca, anche se poi le stazioni Lubjanka e Čistye Prudy furono completate. In origine, la stazione fu costruita come fermata provvisoria sul lungo tracciato prima dell'attraversamento del Dnipro, e prima della prosecuzione verso i quartieri residenziali sulla riva sinistra; la stazione non doveva avere un grande traffico passeggeri da giustificare una simile opera di costruzione, complessa e costosa. La stazione non doveva neanche essere un punto di interscambio (diversamente dalle stazioni di Mosca, che furono ricostruite appunto per questo scopo). Pertanto, insieme alla Fabbrica Arsenal di Kiev, a cui la stazione fu intitolata, e che è l'unica fonte di passeggeri per la fermata, questa stazione rimarrà com'è anche nel futuro.
Decorativamente, eccetto i portali, la stazione appare monocromatica. Le mura in piastrelle di ceramica, i soffitti e i pilastri in marmo sono tutti bianchi. Sul muro della sala centrale vi era una grande opera scultorea che ritraeva eventi avvenuti alla fabbrica Arsenal nel 1918; la scultura fu rimossa all'inizio degli anni novanta.
Il grande ingresso in superficie della stazione si trova sulla piazza che porta alla via della rivolta di gennaio. Dietro la stazione vi è una stazione di servizio utilizzata per la sosta notturna e per le piccole riparazioni del materiale rotabile.
Durante l'Invasione russa dell'Ucraina del 2022 la stazione è stata usata come rifugio antiaereo.